# ヨンウ
ヨンウ（韓国語：연우、本名：イ・ダビン、韓国語：이다빈、1996年8月1日 - ）は9atoエンターテインメント所属の大韓民国の歌手、女優である。韓国の女性アイドルグループ「MOMOLAND」の元メンバー。

## 出演

### ドラマ
- カノジョは噓を愛しすぎてる（2017年、tvN）
- 偉大な誘惑者（2018年、SBS）- クォン・ヨミン役[1]
- ペガサスマーケット（2019年、tvN）- クォン・ジナ役[2]
- タッチ（2020年、ChannelA）- チョン・ヨンア役[3]
- アリス（2020年、SBS）- ユン・テヨン役[4]
- 恋はオン♡エアー中!〜Live on〜（2020年、JTBC）- カン・ジェイ役[5]
- 浮気したら死ぬ（2020年、KBS2）- コ・ミレ役[6]
- ダリとカムジャンタン（2021年、KBS2）- アン・チャクヒ役[7]
- ゴールデンスプーン（2022年、MBC）- オ・ヨジン役[8]
- ナンバーズービルの森の監視者たちー（2023年、MBC）-チン・ヨナ役

### バラエティ
- ソン・ジヒョのBeautiful Life（2018年、OnStyle）[9]
- ジャングルの法則（2018年、SBS）[10]
- アイドルフィッシングキャンプ（2020年、JTBC）[11]

### MC
- THE SHOW（2017年5月16日 - 、SBS MTV）[12]